# Akodon subfuscus
Akodon subfuscus är en däggdjursart som beskrevs av Wilfred Hudson Osgood 1944. Akodon subfuscus ingår i släktet fältmöss, och familjen hamsterartade gnagare. IUCN kategoriserar arten globalt som livskraftig. Inga underarter finns listade i Catalogue of Life.
Denna fältmus förekommer i Anderna i södra Peru och östra Bolivia. Den vistas där mellan 1900 och 4500 meter över havet. Habitatet utgörs av gräsmarker, molnskogar och andra skogar. Arten uppsöker även odlade områden.